# Malecón (Havanna)
A Malecón, hivatalos nevén az Avenida de Maceo Havanna nagyjából nyolc kilométer hosszú tengerparti sétánya, amelyet a világ leghosszabb szófájaként is ismernek.

## Története
A sétány alapjait az 1900-as évek elején fektették le, hogy legyen hol sétálniuk, találkozniuk a város középosztályába tartozó polgároknak. Először Öböl sugárút volt a neve, a Malecón elnevezést, amely spanyolul tengeri falat jelent, a helyiek ragasztották rá. Mai hivatalos nevét, Maceo sugárút, a késő 1800-as években folytatott kubai függetlenségi harc egyik katonai vezetőjéről, José Antonio de la Caridad Maceo y Grajalesről kapta.
Havanna óvárosa felől az út hamar továbbépült kelet felé már a 20. század első évtizedében. 1920-ra elérte Vedadót, az 1950-es évek elejére pedig forgalmas hatsávos úttá változott. A Malecón az öböl bejáratát őrző erőd, a Castillo de San Salvador de la Puntától Miramarig tart. A tengerpart felőli járdát fal választja el a víztől, szeles időben a hullámok helyenként átcsapnak felette. Nagyobb viharok alatt az utat lezárják a gépjármű-forgalom elől. A Malecón mentén számos régi neoklasszikus és art nouveau stílusú épület áll, sokuk rendkívül rossz állapotban van. A pusztulás megállítása érdekében a város történeti hivatala 14 háztömbnek különleges státust adott.

## Érdekesség
A tengerparti útról három koktélt is elneveztek. Az első receptjét – vermut, cognac, Agnostura keserű, cukorszirup és eperfeltét – 1915-ben publikálta John Escalante a Bartender’s Manual című kiadványban. A második Malecón koktélt az Amerikai Egyesült Államokban találták ki, és a Crosby Gaige’s Cocktail Guide and Ladies’ Companion oldalain jelent meg. Ez az ital fehér rumból, ginből, sárgabaracklikőrből és svéd puncsból áll. A harmadikat 2007-ben szolgálták fel először a londoni Connaught Barban, miután Eric Lorincz mixer Havannában járt. Összetevői: portói, sherry, rum, cukor, Peychaud keserű és lime-lé.

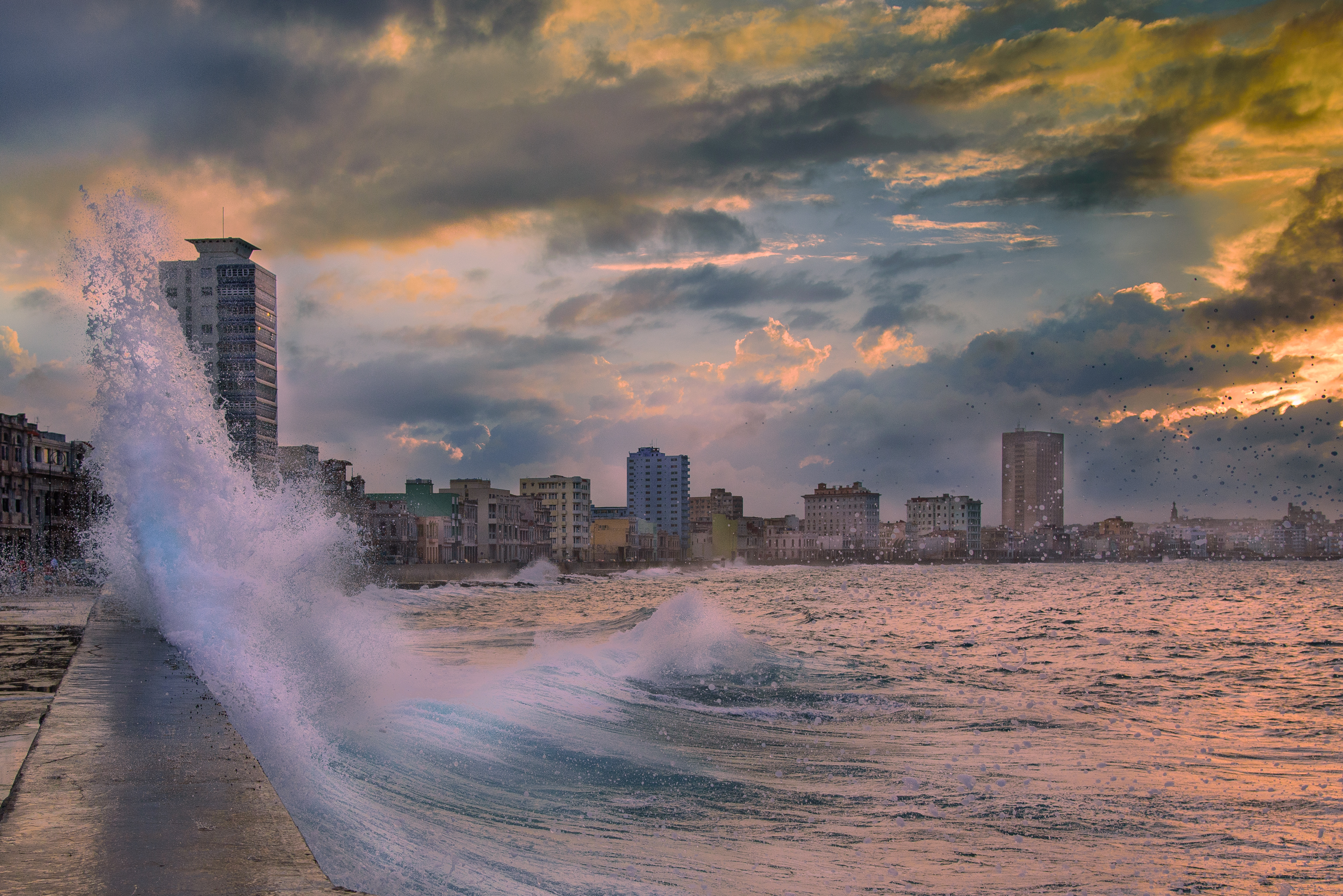
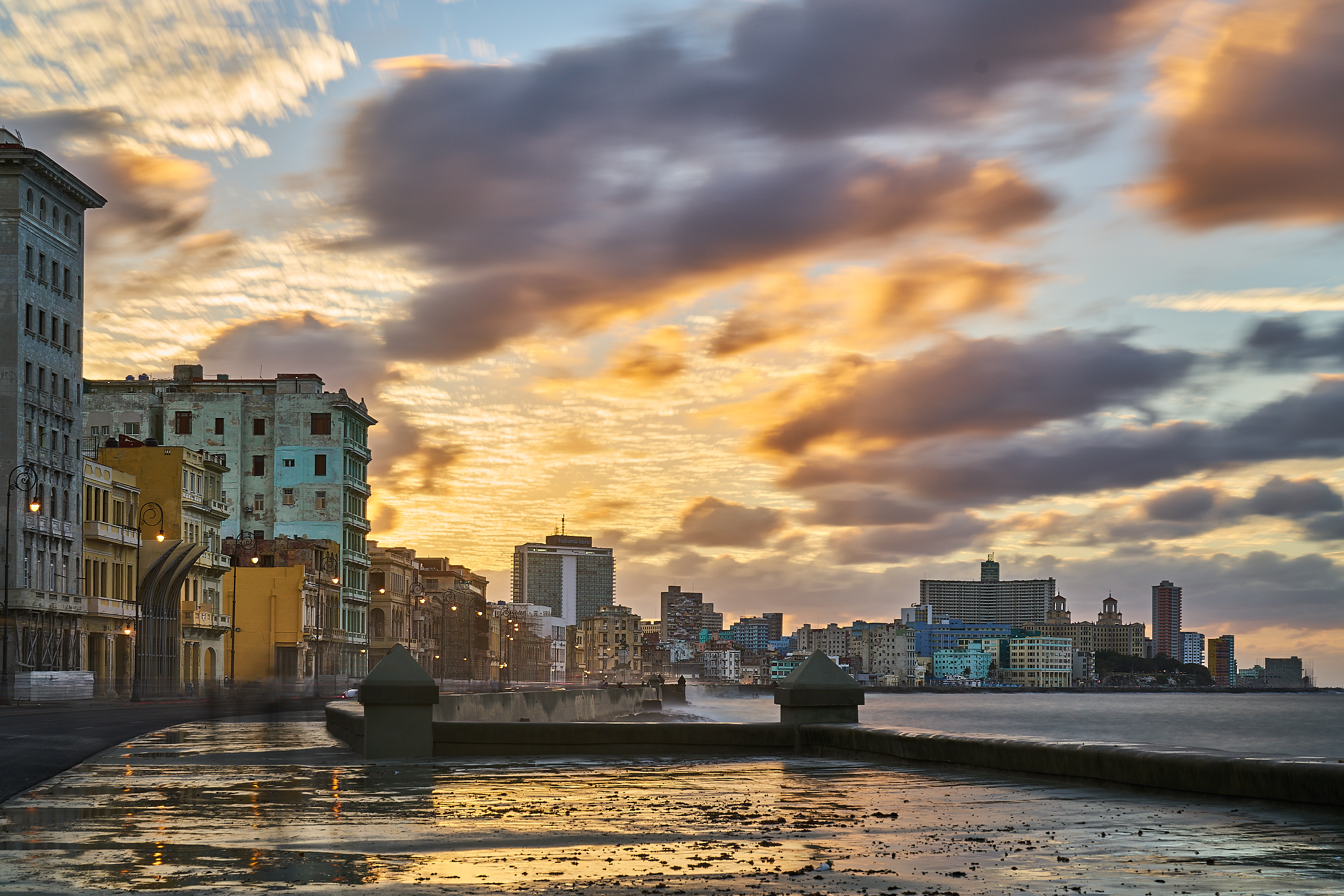
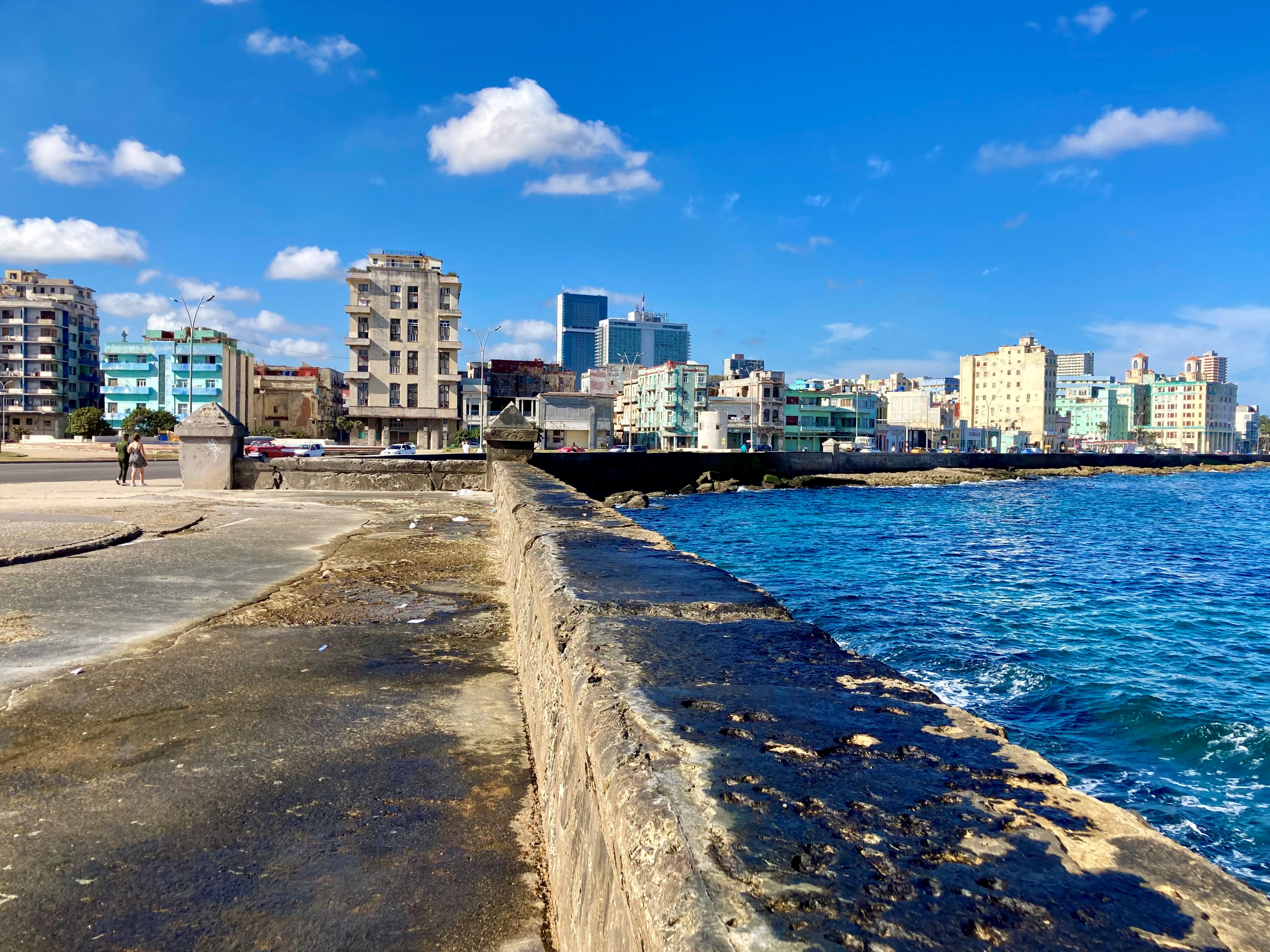
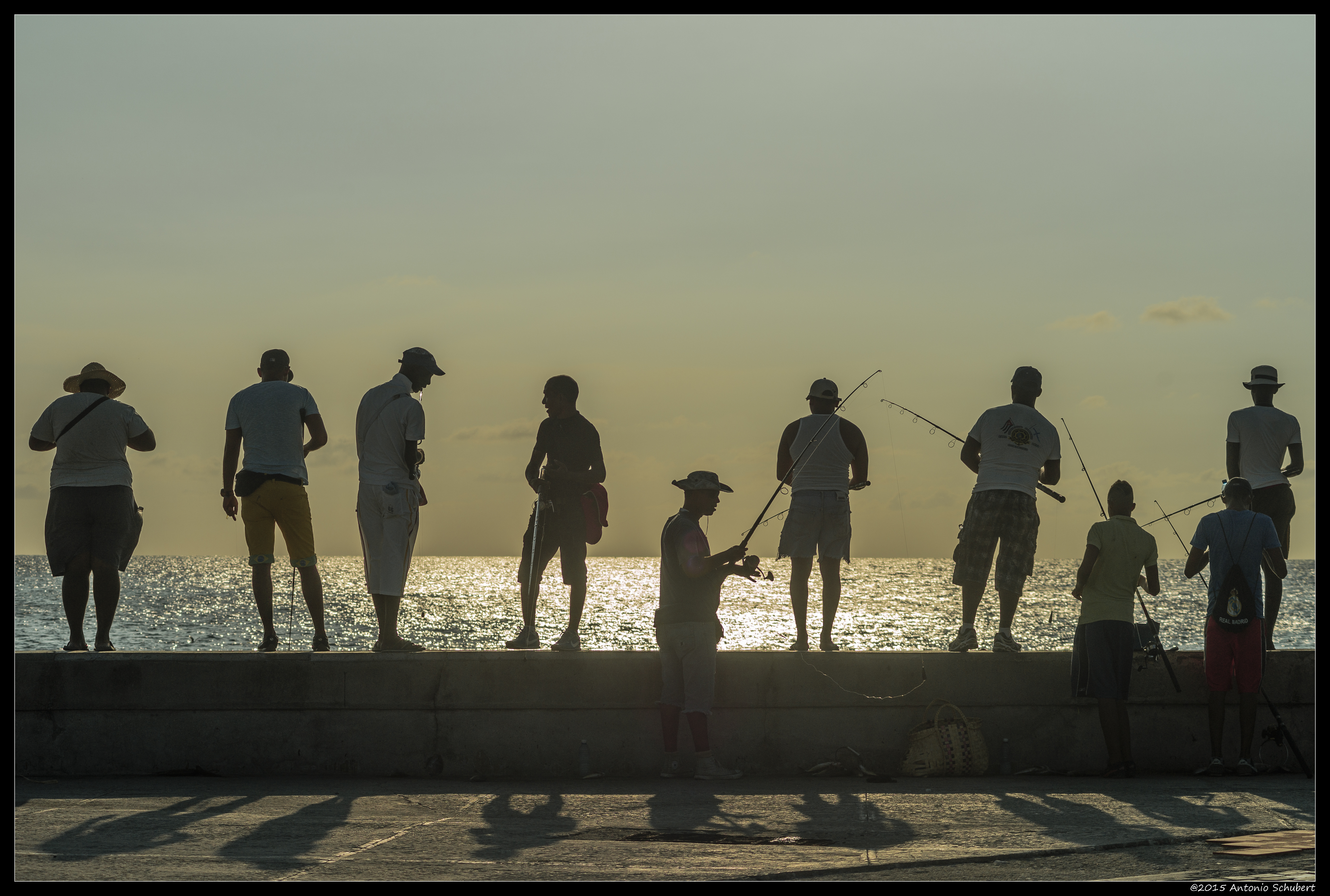
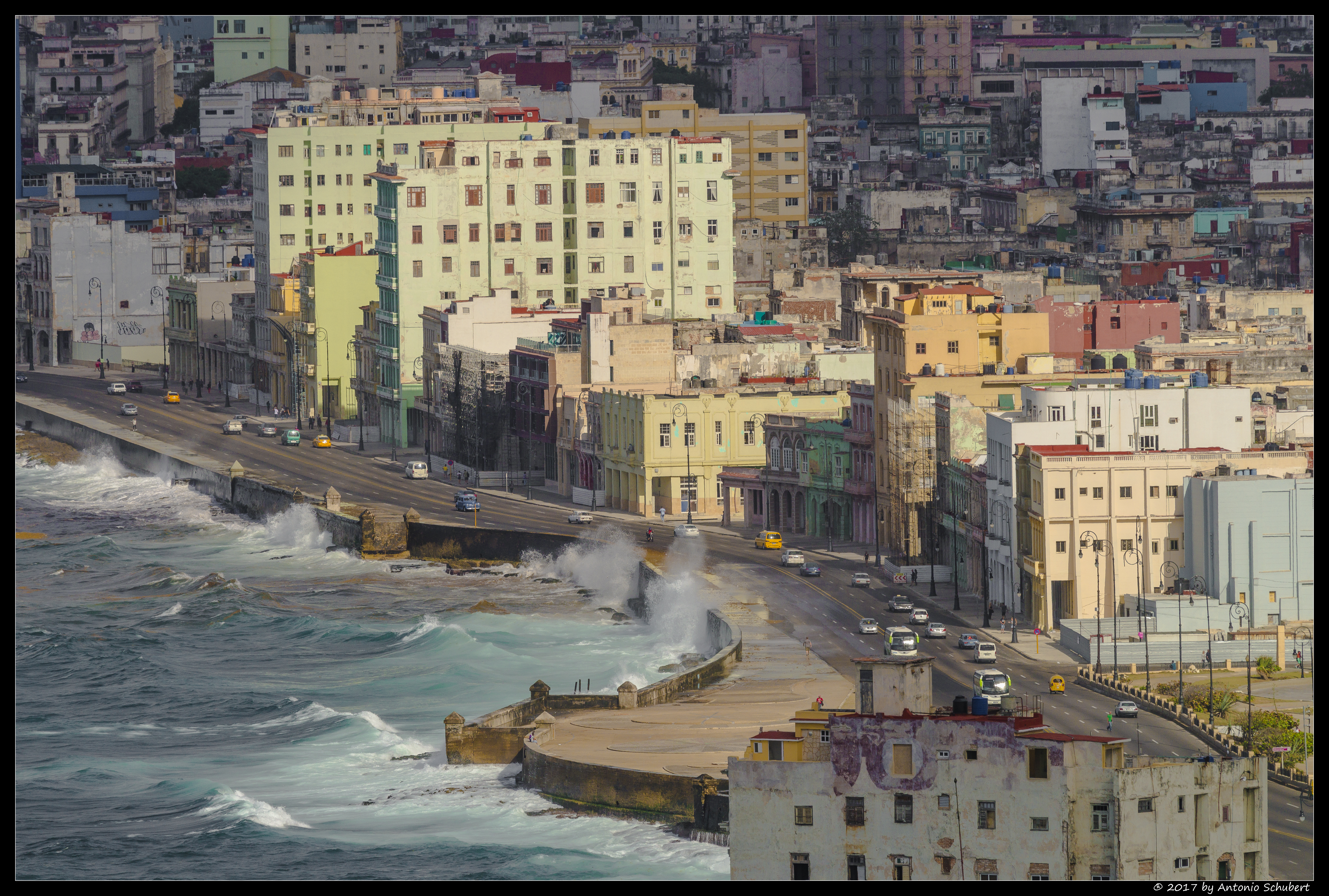